# 热罗姆·托马
热罗姆·托马（法語：Jérôme Thomas，1979年1月20日—），法国男子拳击运动员。他曾代表法国参加2000年、2004年和2008年夏季奥林匹克运动会拳击比赛，共获得一枚银牌和一枚铜牌。